# Terrestrial Planet Finder

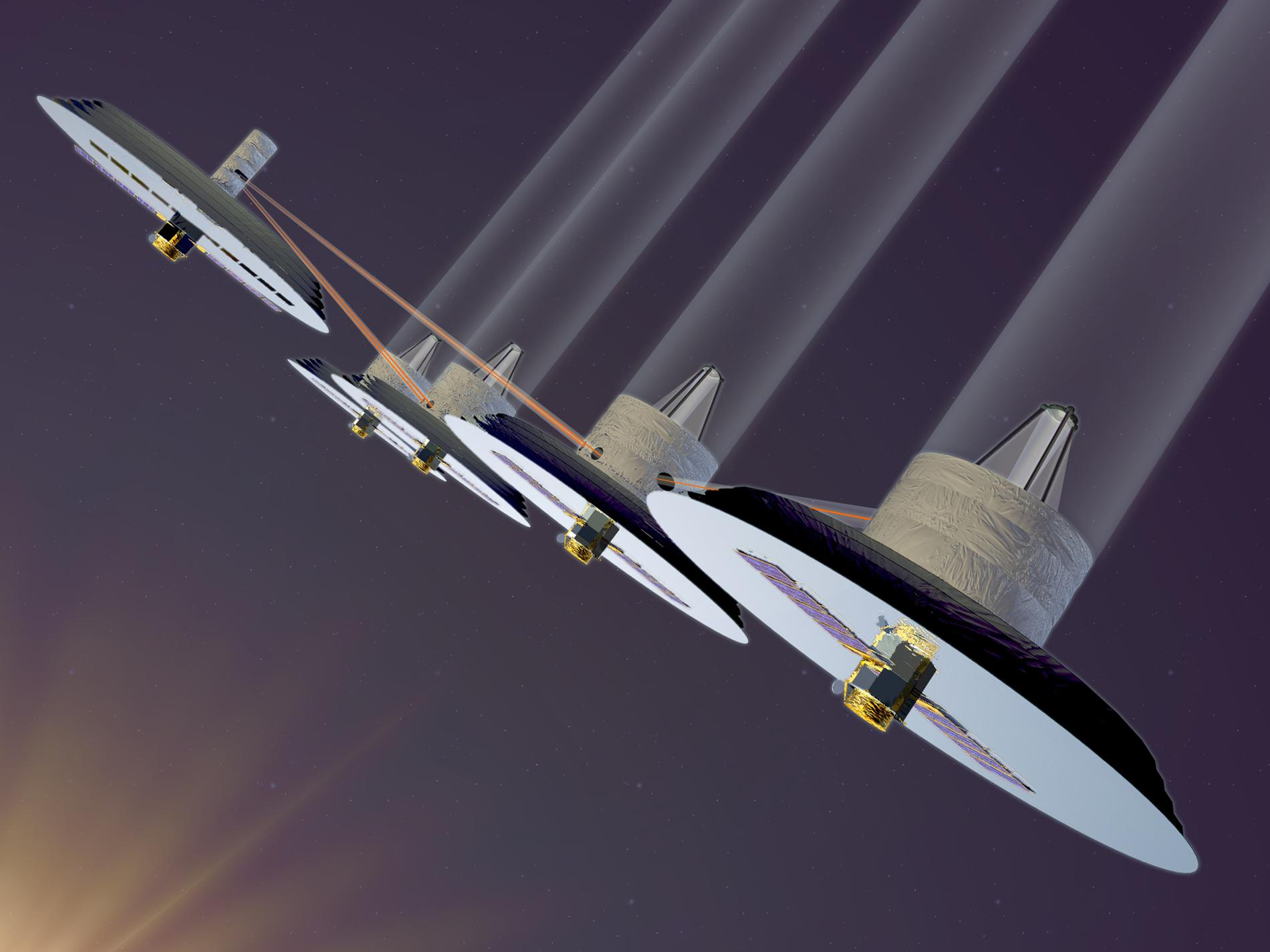
Инфракрасный интерферометр TPF-I в представлении художника.

«Дете́ктор плане́т земно́го ти́па» (англ. Terrestrial Planet Finder, акр. TPF) — проект
НАСА по созданию космического телескопа, способного исследовать окрестности других звёзд в поисках экзопланет, схожих с планетами земной группы. Реализация проекта позволила бы обнаруживать такие объекты в ближайших окрестностях Галактики, а также определять химические свойства и состав их атмосферных оболочек.
Проект много раз откладывался и в итоге был отменён.

## История
В мае 2002 года NASA выбрало два концепта по реализации миссии TPF. Каждый из них предполагал размещение на орбите Земли телескопов, которые могли бы регистрировать свет, отражаемый экзопланетами от их родительских звёзд. В мае 2004 года оба концепта были приняты для дальнейшего развития, а 31 января 2007 года они были приняты на рассмотрение Сенатом США, но затем отсрочены. Проекты получили соответствующие названия: TPF-I и TPF-C.

### TPF-I
Инфракрасный интерферометр, состоящий из множества небольших телескопов, которые расположены на одной платформе. В совокупности это даёт эффект одного большого мощного телескопа. TPF-I должен был использовать технологию обнуляющей интерферометрии (англ. nulling interferometry), которая позволяет таким образом скомбинировать сигнал нескольких телескопов, чтобы звезда была удалена из изображения, на котором останется лишь значительно более тусклая планета.

### TPF-C
Коронограф для наблюдения видимого света — огромный телескоп, превосходящий диаметр зеркала похожего орбитального телескопа Хаббл в 3—4 раза. Это позволило бы регистрировать тусклый отражённый свет экзопланет, около их родительских звёзд.
По состоянию на июль 2008 года оба проекта не были одобрены сенатом и не имели точной даты реализации. У Европейского космического агентства существует подобный проект, получивший название DARWIN, который также не одобрен к реализации.
В 2011 году в обзоре НАСА проектов на следующее десятилетие проект наряду с миссией SIM не упоминается.

## Список главных 10 целей
| п/п | Звезда           | Созвездие   | Расстояние (св. лет) | Спектральный класс |
| --- | ---------------- | ----------- | -------------------- | ------------------ |
| 1   | Альфа Центавра A | Центавр     | 4.3                  | G2V                |
| 2   | Альфа Центавра B | Центавр     | 4.3                  | K1V                |
| 3   | Тау Кита         | Кит         | 12                   | G8V                |
| 4   | Эта Кассиопеи    | Кассиопея   | 19                   | G3V                |
| 5   | Бета Южной Гидры | Южная Гидра | 24                   | G2IV               |
| 6   | Дельта Павлина   | Павлин      | 20                   | G8V                |
| 7   | Пи³ Ориона       | Орион       | 26                   | F6V                |
| 8   | Гамма Зайца      | Заяц        | 29                   | F7V                |
| 9   | Эпсилон Эридана  | Эридан      | 10                   | K2V                |
| 10  | 40 Эридана       | Эридан      | 16                   | K1V                |